# Nick Weiler-Babb
Nicholas Weiler-Babb (* 12. Dezember 1995 in Topeka, Kansas) ist ein US-amerikanisch-deutscher Basketballspieler, der seit 2025 beim Anadolu Efes SK unter Vertrag steht.

## Werdegang
Weiler-Babb zog im jungen Alter vom US-Bundesstaat Kansas nach Texas. In der Stadt Arlington war er Schüler an der Arlington Martin High School und spielte für die Basketballmannschaft der Schule. In seinem ersten Jahr auf Hochschulebene kam Weiler-Babb für die Mannschaft der University of Arkansas auf 0,7 Punkte sowie 0,8 Rebounds je Begegnung und wechselte zur Saison 2015/16 an die Iowa State University. Im Spieljahr 2015/16 durfte er wegen der Wechselbestimmungen der NCAA nicht am Wettkampfbetrieb teilnehmen. Von 2016 bis 2019 trug er in 92 Spielen die Farben der Iowa State University. Weiler-Babb stand bei 55 Einsätzen in der Anfangsaufstellung der Hochschulmannschaft. Er erreichte Mittelwerte von 7,7 Punkten, 4,8 Rebounds sowie 3,7 Korbvorlagen.
Die NBA-Mannschaft Miami Heat nahm ihn für die Sommerliga 2019 unter Vertrag, zur Saison 2019/20 holte ihn Trainer John Patrick zum deutschen Bundesligisten MHP Riesen Ludwigsburg. Er war in der Bundesliga-Spielzeit 2019/20 mit 13,3 Punkten je Begegnung drittbester Korbschütze der Ludwigsburger.
Im Sommer 2020 wurde Weiler-Babb von Ludwigsburgs Bundesliga-Konkurrent FC Bayern München verpflichtet. Im Sommer 2022 erhielt Weiler-Babb, der deutsche Wurzeln aufweist, die deutsche Staatsbürgerschaft. Im Februar 2023 gewann er mit dem FC Bayern den deutschen Pokalwettbewerb und wurde als bester Spieler des Abschlussturniers ausgezeichnet. In der Saison 2023/24 holte Weiler-Babb mit München zwei weitere Titel (deutscher Meister und Pokalsieger). In der Euroleague-Saison 2024/25 wurde er als bester Verteidiger des Wettbewerbs ausgezeichnet. Ende Juni 2025 gewann Weiler-Babb mit München seinen zweiten deutschen Meistertitel.
Zur Saison 2025/26 wechselte Weiler-Babb zum Anadolu Efes SK in die Türkei.

### Nationalmannschaft
Nach seiner Einbürgerung im Sommer 2022 wurde Weiler-Babb Anfang August 2022 von Bundestrainer Gordon Herbert in die deutsche Nationalmannschaft berufen. Bei der kurz darauf stattfindenden Europameisterschaft gewann Weiler-Babb mit Deutschland Bronze. Er war Teilnehmer der Olympischen Sommerspiele 2024, bei denen er mit Deutschland das Halbfinale erreichte.

## Erfolge
- Bester Verteidiger der Euroleague-Saison: 2024/25
- Dritter der Europameisterschaft: 2022
- Deutscher Meister: 2024, 2025
- Deutscher Pokalsieger: 2021, 2023, 2024
- Sieger Big-12-Tournament: 2019

## Familie
Sein älterer Bruder Chris wurde ebenfalls Profibasketballer.